# 지금부터, 쇼타임!
《지금부터, 쇼타임!》은 2022년 4월 23일부터 2022년 6월 12일까지 방송했던 MBC 토일 드라마였다.

## 프로그램 소개
카리스마 마술사와 신통력을 지닌 열혈 순경의 귀신 공조 코믹 수사 드라마

## 제작진

### 제작사
- 삼화네트웍스

### 제작
- 안제현
- 신상윤

### 극본
- 하윤아 : JTBC 수목 드라마 《쌍갑포차》(집필) 집필

### 연출
- 이형민 : KBS 2TV 월화 드라마 《겨울연가》(프로듀서), KBS 2TV 월화 드라마 《상두야, 학교가자》(연출), KBS 2TV 월화 드라마 《미안하다, 사랑한다》(공동연출), KBS 2TV 월화 드라마 《눈의 여왕》(연출), 영화 《천국의 우편배달부》(감독), SBS 수목 드라마 《나쁜 남자》(공동연출), TV조선 월화 드라마 《한반도》(연출), KBS 2TV 금요 드라마 《오렌지 마말레이드》(공동연출), 카카오TV 《도전에 반하다》(책임프로듀서), JTBC 금토 드라마 《욱씨남정기》(연출), JTBC 금토 드라마 《힘쎈여자 도봉순》(연출), KBS 2TV 월화 드라마 《우리가 만난 기적》(공동연출), JTBC 금토 드라마 《초콜릿》(연출) 연출
- 정상희 : MBC 특집 드라마 《팬레터를 보내주세요》(연출) 연출

## 등장 인물
- (†) 표시는 드라마 상에서 최종적으로 사망한 인물이다.

### 주요 인물
- 박해진 : 차차웅 역 (아역 : 서동현) - 서늘할 정도로 완벽한 외모와 그보다 더 싸늘한 독설이 트레이드 마크인 카리스마 마술사, 전생의 이름은 풍백이며 서라국의 제사장이다.
- 진기주 : 고슬해 역 (아역 : 오예주) - 정의감에 불타는 강국 파출소 열혈 순경, 북두칠성의 가호를 받아 하늘의 뜻을 인간 세상에 실현할 운명을 지닌 여인, 전생의 이름은 천화.
- 정준호 : 최검 역 - 차씨 집안에서 대대로 모셔온 장군신, 천화공주 호위무사

### 차웅 주변 인물
- 정석용 : 남상군 역 - '매직팩토리'의 파더테레사, 최고참, 남부장, 택배기사
- 고규필 : 마동철 역 - '매직팩토리'의 미친개, 힘 담당, 마 과장님. 봉황무늬 셔츠 금목걸이를 찬 우락부락 덩치의 전직 조직 폭력배.
- 박서연 : 강아름 역 - '매직팩토리'의 정상은 아닌 애, 기계, 전자 장비 담당, 아름 사원.
- 김원해 : 차사금 역 † - 평생 장군신 최검을 모셔온 박수무당, 차차웅 할아버지. 10년 전, 만월 살인 사건 당시 고영식 경사 파트너였던 인물.
- 차미경 : 나금옥 역 † - '불사 할머니'를 몸주로 모시고 있는 차사금의 오랜 동료 만신
- 장하은 : 천예지 역 - 큰 만신 나금옥의 하나 뿐인 손녀

### 슬해 주변 인물
- 김종태 : 고영식 역 † - 고슬해 아버지. 10년 전, 차사금과 긴밀히 공조하며 만월 살인 사건의 진실을 쫓는 과정에서 범인인 양태춘(해천무)에게 희생 당했다. 순직 당시 계급은 경사, 강국 경찰서 강력계 소속.
- 김종훈 : 서희수 역 - 슬해의 오랜 짝사랑 상대이자 강국 경찰서의 형사팀장, 강국서장 서창호 외아들, 해천무가 두 번째로 빙의하는 인물이다.

### 강국서
- 정재성 : 서창호 역 - 서희수 아버지, 자신의 성공과 이익을 위해서라면 자식도 도구로 쓸 수 있는 출세주의자.
- 최무인 : 민홍식 역 - 아재 개그 마니아 파출소장님
- 안중권 : 김일경 역 - 고슬해 선배로 성실하고 믿음직한 경사
- 김희재 : 이용렬 역 - 고슬해 부사수이자 순찰 파트너로 가끔은 뺀질거리기도 하지만, 본성은 정의감 넘치고 씩씩한 순경.
- 양주호 : 변태식 역 - 자신보다 어린 희수가 팀장으로 있어 항상 짜증 만땅인 형사다. 윗선에 아부하기와 줄서기로 승진을 노리는 얌생이, 전생은 서라국의 장군이다.
- 최영우 : 안치훈 역 - 성실하고 빠릿한 형사팀 막내, 서희수 팀장의 말을 잘 따르며 밑 받침을 잘하는 후배로 신임을 받는다.

### 그 외 인물
- 안창환 : 양태춘 역 - 악귀가 된 해천무가 빙의하는 인물
- 이동하 : 해천무 역 - 전생의 인연인 천화공주를 잊지 못하고 복수심에 사로 잡혀 현생의 차웅과 최검을 위협하는 악귀, 만월 살인마의 실체, 황려국의 왕자
- 정예녹 : 신나은 역 - 고슬해 친구, 전생은 천화공주 하인
- 박혜영
- 김학진
- 남정우
- 반혜영 : 카페에서 싸우는 여자 1 역
- 손영희 : 카페에서 싸우는 여자 2 역
- 노현우
- 안종진
- 이지영
- 김성용
- 김종호
- 정서인 : 차사금에게 상담 받은 여자 역
- 주승도 : 원우 역 - 전생 환관, 현생 과학수사대 팀장
- 조수연
- 이승민
- 유혜원
- 홍기주
- 강하슬린
- 신한솔
- 김동준
- 하영진
- 원웅
- 최윤석
- 김호연
- 박희정 : 유진 역 - 민호 부인
- 신철진 : 양태춘 아버지 역
- 홍여준
- 김연철
- 한예주
- 김명중
- 권오진 : 양태춘 아버지 동료 역
- 강병욱
- 이영석 : 김선복 역
- 신동력 : 김용주 역 - 김선복 아들, 도박 중독자
- 지성근 : 김선복에게 돈 달라는 남자 역
- 김송일
- 조민제
- 김선익
- 김민성
- 이영희 : 할머니 역
- 김장환
- 조찬희
- 하재용
- 김제열 : 도박장 운영하는 남자 역
- 이정현
- 문현정 : 도박장에서 도박하는 여자 역
- 한상철 : 도박장에서 도박하는 남자 역
- 김상일 : 도박장에서 도박하는 남자 역
- 한초아
- 김민채 : 남상군 부인 역 - 카페 사장
- 최다영
- 정영도
- 백효원
- 인선호
- 장재권
- 차유진
- 최재혁
- 황준혁 : 일진 2 역
- 강지후 : 황 사장 역
- 김선호 : 마을 주민 역
- 유옥주 : 마을 주민 역
- 나미희 : 도현 엄마 역
- 유경선 : 마약범 역
- 전영주
- 용진
- 오유나
- 고유선
- 김이진
- 김미나
- 장혁진
- 신윤제
- 이승재
- 미상 : 조직원 역
- 신선희 : 공인중개사 역
- 강주희 : 차차웅 집을 보러 온 여자 역
- 명인호
- 송승환 : 김서후 역
- 김도엽 : 핸드폰을 주머니에 집어 넣은 학생 역
- 정영주 : 윤민숙 역 - 강국슈퍼 주인
- 안상우 : 이중구 역 - 윤민숙 남편. 윤민숙을 야구방망이로 폭행해서 죽이려 했던 범인
- 허충호 : 윤민숙에게 땅 팔라는 조직 폭력배 역
- 조용환 : 조폭의 부하 1 역
- 손화영 : 조폭의 부하 2 역
- 민효경 : 편의점 주인 역
- 김완규
- 미석 : 왕발 역
- 박진성
- 백길성
- 남희유
- 이예솔
- 김무진 : 실종된 노인 사위 역
- 김유림 : 실종된 노인 딸 역
- 하성광 : 오소리 역 - 오소리파 조직 두목, 전생의 이름은 회도
- 조한준
- 민응식
- 박용
- 한세민
- 민채윤
- 김윤
- 이소정
- 김완주
- 곽찬혁
- 강채민
- 이경서
- 최요운 : 이웅렬 어머니 역
- 김다한
- 김도진
- 이윤건 : 서라국 왕 역 - 천화공주 아버지
- 김수경
- 김광석
- 이무녕 : 정육점 사장 역
- 김현숙
- 주싱도
- 김유림
- 강구하 : 해천무 심복 역
- 이채원
- 홍여준 : 최검 남동생 역
- 김효진 : 김미영 어머니 역
- 선정화 : 천예지를 뒷담화하는 여자 1 역
- 차영미 : 천예지를 뒷담화하는 여자 2 역
- 양신지 : 천예지를 뒷담화하는 여자 3 역
- 정종진 : 민구 역 - 오소리파 조직원, 마동철의 후배
- 박준상
- 김보연
- 송채연
- 박수민
- 송진희
- 아드리
- 이현지
- 정수빈
- 정영민
- 김경민
- 천아희
- 오훈서 : 주유소 직원 역
- 정유리
- 조민욱
- 최기동 : 매직팩토리 직원 역
- 김건호 : 마을 이장 역

### 아역
- 조시연 : 미숙 역 - 퇴마 의식 받는 아이
- 우성민 : 도현 역 - 달구의 주인
- 이효비 : 희영 역 - 편의점에서 물건 훔치는 아이
- 이한서 : 남소은 역 - 남상군 딸
- 최소율 : 박시은 역 - 히어로 '루루'를 좋아하는 복지원 아이
- 이아린
- 이서진 : 차마루 역 - 차웅과 슬해의 아들
- 홍준우 : 상구 역 - 남상군 환생
- 최이준 : 동천 역 - 마동철 환생
- 김나윤

### 특별 출연
- 최성원 : 민호 역 † - 뺑소니 사고로 죽은 배달원 (1 ~ 2회)
- 김재록 : 폐차장 사장 역 (1 ~2 회)
- 이은결 : 이은결 역 - 마술사 (2 ~ 3회, 8회, 16회)
- 한초원 (라잇썸) : 아리스 역 (5 ~ 6회)
- 신현준 : 저승사자 역 (7 ~ 8회)
- 박슬기 : 리포터 역 (9회)
- 홍수현 : 김미영 역 - 마동철 아내 (13회, 15회)
- 임원희 : 옥황상제 역 (16회)

## 시청률
최저 시청률과 최고 시청률은 시청률 조사회사와 지역별로 시청률에 차이가 있을 수 있습니다.
| 2022년 | 2022년   | 2022년      | 2022년     |
| 회차   | 방송일   | AGB 시청률  | AGB 시청률 |
| 회차   | 방송일   | 한국 (전국) | 수도권     |
| ------ | -------- | ----------- | ---------- |
| 1회    | 4월 23일 | 2.8%        | -          |
| 2회    | 4월 24일 | 3.6%        | -          |
| 3회    | 4월 30일 | 2.3%        | -          |
| 4회    | 5월 1일  | 3.3%        | -          |
| 5회    | 5월 7일  | 2.8%        | -          |
| 6회    | 5월 8일  | 4.1%        | 4.3%       |
| 7회    | 5월 14일 | 3.3%        | 3.6%       |
| 8회    | 5월 15일 | 4.6%        | 4.8%       |
| 9회    | 5월 21일 | 2.8%        | -          |
| 10회   | 5월 22일 | 3.8%        | 3.9%       |
| 11회   | 5월 28일 | 3.2%        | -          |
| 12회   | 5월 29일 | 4.2%        | 3.7%       |
| 13회   | 6월 4일  | 2.7%        | -          |
| 14회   | 6월 5일  | 3.1%        | -          |
| 15회   | 6월 11일 | 3.2%        | -          |
| 16회   | 6월 12일 | 4.2%        | 4.3%       |

## 같이 보기
- 대한민국의 텔레비전 드라마 목록 (ㅈ)
- 2022년 대한민국의 텔레비전 드라마 목록